# Shariatpur (Distrikt)

Lage von Shariatpur in Bangladesch

Shariatpur (Bengalisch: শরিয়তপুর) ist ein Verwaltungsdistrikt im zentralen Bangladesch, der innerhalb der Division Dhaka, der übergeordneten Verwaltungseinheit, liegt. Die im Hauptstadt des Distrikts bildet die gleichnamige Stadt Shariatpur. Die Gesamtfläche des Distrikts beträgt 1174 km². Der Distrikt setzt sich aus den 6 Upazilas Bhedarganj, Damudya, Gosairhat, Naria, Shariatpur Sadar und Zajira zusammen. Der Distrikt Shariatpur wurde nach Hazi Shariatullah benannt, der eine angesehene Persönlichkeit und renommierter Pir (frommer Mann) dieser Region war.
Der Distrikt Shariatpur wird im Norden vom Distrikt Munsiganj begrenzt, im Osten vom Chandpur, im Süden von Barishal und im Westen von Madaripur. Die Ostgrenze bildet der Fluss Padma. Der Distrikt hat 1,2 Millionen Einwohner (Volkszählung 2011). Die Alphabetisierungsrate liegt bei 47,3 % der Bevölkerung. 95 % der Bevölkerung sind Muslime und 4,9 % sind Hindus.
Das Klima ist tropisch und das ganze Jahr über warm. Die jährliche Durchschnittstemperatur dieses Bezirks variiert von maximal 35,8 Grad Celsius bis minimal 12,6 Grad. Die jährliche Niederschlagsmenge beträgt 2105 mm (2011) und die Luftfeuchtigkeit ist hoch.
Die Wirtschaft des Distrikts ist vorwiegend von der Landwirtschaft geprägt. Laut der Volkszählung von 2011 arbeiten 60,5 % der Arbeitskräfte in der Landwirtschaft, 30,2 % im Dienstleistungssektor (meist in informellen Verhältnissen) und 9,3 % in der Industrie.

## Bildung
Es gibt 13 Madrasas, 30 Primary Schools, 2 Junior Secondary Schools, 23 Secondary Schools, 1 Technical School, 2 Colleges und 1 University in Shariatpur. Außerdem gibt es 4 Bibliotheken.